# Условия за монохроматичност и кохерентност
Условия за монохроматичност и кохерентност са условията, при които две или повече вълнички могат да си пречат. Ако вълничките не отговарят на тези условия, то те си взаимодействат така, че да си пречат.
Монохроматични са такива вълни, които имат еднакви дължина на вълната или честота на вълната. Дори две вълни да са монохроматични, то те не могат да интерферират, ако не е изпълнено условието и за кохерентност. Кохерентността бива пространствена и времева. Но основната идея е двете вълни да могат да се насложат, така че да съвпаднат една спрямо друга. Тези условия все пак са една идеализация. В определени граници на отклонение могат да интерферират реалните вълни. Затова се въвеждат понятията дължина и време на кохерентност.